# Dossinia
Dossinia é um género botânico pertencente à família das orquídeas (Orchidaceae).